# Apple Maps
Mapy Apple (oryg. Apple Maps) – usługa map internetowych opracowana przez Apple Inc. Domyślna aplikacja map dla systemów operacyjnych macOS, iOS i watchOS. Oferuje nawigację oraz estymację czasu dotarcia do celu dla tras samochodowych, pieszych, i przy użyciu środków transportu publicznego (w wybranych krajach). Apple Maps oferuje także tryb Flyovers, który umożliwia użytkownikowi zapoznawać z krajobrazami 3D gęsto zaludnionych ośrodków miejskich.
Apple Maps zostały wydane 19 września 2012 roku wraz z premierą iOS 6, zastępując Mapy Google jako domyślną aplikację map na urządzeniach Apple.

## Charakterystyka
Apple Maps używa grafiki wektorowej, która zużywa mniej danych niż konkurencyjne Mapy Google. Mapy Apple oferują trzy warstwy widoku: mapy drogowe, mapy satelitarne oraz mapy transportu publicznego.

## Historia
Na początku dane do map dostarczane były głównie przez firmy trzecie, m.in. TomTom i OpenStreetMap oraz pomniejszych lokalnych dostawców. Apple odnowił umowę z firmą TomTom w 2015 roku. W 2018 roku Apple zapowiedziało zbudowanie własnej bazy i silnika map całkowicie od podstaw. Zgodnie z zapowiedzią, do końca 2019 roku Apple wprowadziło własne dane kartograficzne dla USA.